# Ludwig Habich

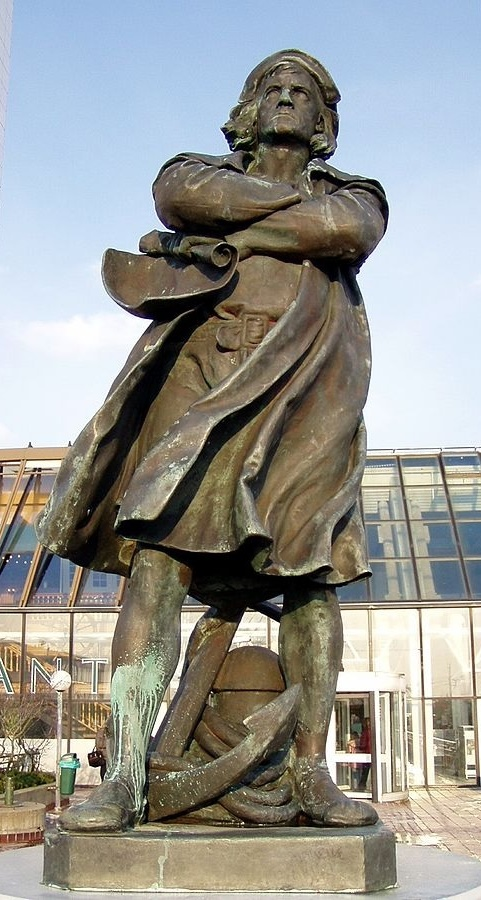
Columbusminnesmärket i Bremerhaven.

Ludwig Habich, född den 2 april 1872 i Darmstadt, död den 20 januari 1949 i Jugenheim, var en tysk skulptör.
Habich studerade vid akademierna i Karlsruhe och München. Han utförde monument över Columbus i Bremerhaven, Goethe, Bismarck med flera i Darmstadt och hade 1922 under arbete Fredens genius, beställd för Moskva. Habich var verksam även på keramikens område.